# 天野桃隣
天野 桃隣（あまの とうりん、1639年（寛永16年）- 1720年1月18日（享保4年12月9日））は、江戸時代前期から中期に活躍した俳人。名は勘兵衛、通称は藤太夫。別号に初代太白堂、桃翁など。

## 来歴
伊賀の上野生まれ。芭蕉直門で芭蕉の血縁者（『本朝文鑑』）とされる俳人である。各務支考が唱えた説では松尾芭蕉の従兄弟や甥と伝えられる。後に芭蕉の門人となり大坂に移り、俳諧を学んで詠歌に携わった。杉山杉風とともにかるみの句を求めた。
江戸に入り、40歳のころに芭蕉への恩恵により、俳諧師としての独立が認められた。1694年（元禄7年）に芭蕉が死去した後、彼が著した『奥の細道』の足跡を巡り、1697年（元禄10年）の忌日に『陸奥鵆』全5巻を刊行した。しかし、その後は容貌が素朴となる等、不遇の晩年を過ごした。なお、桃隣は戯作者であった桃林堂蝶麿と同一人物説とされている。墓所は渋谷区瑞円寺。

## 主な著作物
- 『陸奥鵆』
- 『粟津原』

※両者とも芭蕉の忌日に刊行されている。
- 『発句合』 - 桃隣が残した唯一の句合評である[2]。